# Shi Chong
Dans ce nom chinois, le nom de famille, Shi, précède le nom personnel Chong.
Pour les articles homonymes, voir Shi.
Shi Chong (chinois : 石崇 ; pinyin : Shí Chóng) (249–300), (季倫), fut un politicien chinois, réputé pour avoir mené une vie luxueuse. Il est issu de la lignée  Jin de l' Ouest  Shi Bao (石苞).

## Biographie
Shi Chong, sixième fils de situ Shi Bao (石苞), très jeune fit preuve d'une grande intelligence et d'un grand courage, ce qui incita  son père à ne lui laisser aucune propriété, car il était convaincu que Shi Chong pouvait faire fortune par lui-même. Shi Chong a d'abord été magistrat du district de  Xian de Xiuwu, puis gouverneur de la commanderie de Chengyang (une commanderie de la péninsule de Jiaodong , du comté de Ju). Il devint marquis d'Anyang Xiang en raison de sa participation à la conquête du Wu par le Jin, puis nommé Shizhong (侍中, préposé et consultant à la cour impériale), et régent en l'an 291 de la première année de l'ère chinoise de l`empereur Xuandi de la dynastie Han Yuankang . 
Dissident du régime, Shi Chong fut banni de la capitale et nommé gouverneur de Jingzhou, puis pressenti Dasinong (大司农), chargé des finances). Mais ayant quitté son poste, avant l'annonce officielle, il fut nommé général de la région de Xuzhou. Toutefois au cours d'une beuverie après s'être battu avec Gao Dan, le gouverneur de Xuzho, il fut congédié. C'est son amitié avec le neveu de l'impératrice Jia Nanfeng (257-300), surnommé Shi (峕), qui lui autorisa une rapide réhabilitation.
En l'an 300 de la première année de Yongkang, le prince du Zhao, Sima Lun, extermina la famille de l'impératrice Jia, et Shi Chong fut démis de ses fonctions. Sun Xiu, accusa Shi d'avoir conspiré avec le prince du Huainan, Sima Yun, qui s'était rebellé contre Sima Lun. En fait, un représentant de la cour impériale de Sima Lun, détestait Shi Chong et jalousait la beauté de sa concubine Lüzhu (chinois simplifié : 绿珠 ; chinois traditionnel : 綠珠 ; pinyin : Lǜ zhū), également appelée Liang, qu'il demanda à l'acheter, ce que Shi Chong refusa et par fidélité Lüzhu se suicida en se jetant d'un étage. 
Par la suite Shi Chong fut exécuté avec sa famille ,

## Anecdotes
Shi Chong fut surtout connu pour avoir un style de vie extravagant. En tant que gouverneur de Jingzhou, Shi a accumulé d'énormes richesses en se livrant à des vols de grand chemin, assassinant souvent des marchands de passage pour les dépouiller de leurs propriétés,.